# Typová označení tramvají Tatra
Typová označení tramvají Tatra (systému PCC) se řídila dle jednoduchých pravidel pomocí kombinace několika písmen a číslic. Označování různých modernizací a rekonstrukcí již s tímto způsobem téměř nijak nesouvisí.

## Standardní nekloubové vozy
1. místo
- T – označuje čtyřnápravový motorový tramvajový vůz (tramvaj)
- B – označuje čtyřnápravový běžný tramvajový vůz (vlečný vůz)

2. místo
- číslice typové řady (generace): 1–7

3. místo

Písmeno označující vzdálenost otočných čepů podvozků a zároveň jednosměrnost či obousměrnost vozu:
- A = 6,7 m (jednosměrný vůz)
- B = 7,5 m (jednosměrný vůz)
- C = 6,7 m (obousměrný vůz)
- D = 7,5 m (obousměrný vůz)

4. místo

Číslice označující šířku vozidla:
- 2 = 2,2 m
- 5 = 2,5 m
- 6 = 2,6 m

5. místo

Exportní provedení: B (Bulharsko), D (NDR), H (Maďarsko), K (Severní Korea), R (Rumunsko), SU (Sovětský svaz), SUCS (upravená verze pro Sovětský svaz dodávaná československým dopravním podnikům), YU (Jugoslávie)

Někdy uváděno i CS (Československo)
POZOR: U vozů T3R (polovina 90. let 20. století) znamená R rekonstrukce, u tramvají T3RF znamená RF (zřejmě) Ruská federace.
Poznámka: Do roku 1960 se používaly k označení typové řady římské číslice (tedy původně TI, TII a TIII).
Poznámka 2: 3. a 4. místo v typovém označení se začalo používat až v polovině 70. let minulého století. Na 3. místě tedy předtím bylo označení exportního provedení (např. T2SU).
Příklad: T6B5SU - čtyřnápravový motorový tramvajový vůz, 6. generace, jednosměrný (vzdálenost čepů je 7,5 m), šířka vozidla je 2,5 m, v provedení pro Sovětský svaz

## Kloubové vozy

### Tramvaje ze 60. let
1. místo
- K – označuje šestinápravový kloubový motorový tramvajový vůz (kloubová tramvaj)

2. místo
- číslice typové řady (generace): 1, 2 nebo 5

3. místo

Exportní provedení: AR (Arabská republika = Egypt), SU (Sovětský svaz), YU (Jugoslávie)

Někdy uváděno i CS (Československo)
Příklad: K2YU – šestinápravový kloubový motorový tramvajový vůz, v provedení pro Jugoslávii

### Tramvaje ze 70. až 90. let
1. místo
- K – označuje kloubový (článkový) tramvajový vůz (kloubová tramvaj)
- R – označuje rychlodrážní kloubový tramvajový vůz

2. místo
- T – označuje motorový tramvajový vůz
- B – označuje běžný tramvajový vůz (vlečný vůz)

3. místo

Číslice označující počet náprav: 4, 6 nebo 8
4. místo

Písmeno označující vzdálenost otočných čepů podvozků a zároveň jednosměrnost či obousměrnost vozu:
- A = 6,7 m (jednosměrný vůz)
- B = 7,5 m (jednosměrný vůz)
- C = 6,7 m (obousměrný vůz)
- D = 7,5 m (obousměrný vůz)

5. místo

Číslice označující šířku vozidla:
- 2 = 2,2 m
- 5 = 2,5 m
- 6 = 2,6 m

6. místo

Exportní provedení: D (NDR), K (Severní Korea), M (Manila – hlavní město Filipín), SU (Sovětský svaz), YU (Jugoslávie)

Někdy uváděno i CS (Československo)

Nebo N = nízkopodlažní vozidlo
Poznámka: 3. a 4. místo v typovém označení se začalo používat až v polovině 70. let minulého století. Na 3. místě tedy předtím bylo označení exportního provedení (např. KT4SU).
Poznámka 2: Z tohoto způsobu značení poněkud vybočuje typ RT6 (RT6N1 a RT6S; S = Siemens AG).
Příklad: KT8D5SU – osminápravový kloubový motorový tramvajový vůz, obousměrný (vzdálenost čepů je 7,5 m), šířka vozidla je 2,5 m, v provedení pro Sovětský svaz